# Maskanah
Maskanah (en árabe: مسكنة‎) también llamada Meskene es una ciudad en el norte de Siria, parte del Distrito de Manbij (Gobernación de Alepo). La ciudad está localizada 100 kilómetros al sureste de Alepo, cerca del Lago Assad que forma el río Éufrates. Otras localidades cercanas son Dayr Hafir, Humaymah Kabirah y Tell Ayoub al noroeste y al-Thawrah al sureste. Según la Oficina Central de Estadísticas de Siria (CBS), Maskanah tenía una población de 15 477 habitantes en el censo de 2004.

## Historia
En la Edad del Bronce existía una ciudad llamada Emar a unos kilómetros al norte de la ciudad actual. Las primeras menciones de Maskanah llegan gracias a Esteban de Bizancio, quién relata las campañas de Septimio Severo contra el Imperio Parto.
Después de la conquista musulmana de Siria, la ciudad se vio eclipsada por la cercana Balis. La región estuvo bajo el señorío de los gobernantes de Alepo hasta el siglo XII cuando los atabegs de Mosul comenzaron a controlar el terreno. La zona fue devastada por las invasiones mogolas de los siglos XIII y XIV. En 1210, durante la dinastía ayubí, se construyó el minarete al-Adil. La estructura de ladrillo se construyó en el sencillo estilo arquitectónico persa. Fue restaurado durante el gobierno de Hafez al-Assad (1970-2000) y es uno de los últimos restos arquitectónicos históricos en la ciudad.
Durante el Imperio Otomano, la zona estuvo mayoritariamente habitada por tribus nómadas. En 1838, Maskanah estuvo clasificado como pueblo en ruinas ("khirba") por el investigador bíblico Eli Smith. Las tierras cultivables del Valiato de Alepo, incluyendo Maskanah, fueron confiscadas en 1876 por el sultán Abdul Hamid II como propiedad personal propia. Las tierras fueron más tarde integradas de nuevo al estado como propiedad pública. En 1915, el orientalista Alois Musil visitó la ciudad, quién menciona que la ciudad tiene barracones, un gran caravasar y la sede oficial del servicio de telégrafo. Un año más tarde, Maskanah pasó a ser una ruta de deportación importante durante el Genocidio armenio donde se estima que murieron 80 000 armenios.
Bajo el mandato francés de Siria, la ciudad fue el centro  de un qadaa, y fue centro de producción de leche y mercaderes de ganado. En 1945 el pueblo tenía 430 habitantes.

### Guerra Civil Siria
La ciudad fue conquistada por el Dáesh en 2014. El Ejército Sirio de Bashar Al-Asad, con apoyo de Rusia, rodeó la ciudad en una ofensiva lanzada a finales de mayo de 2017, cortando la carretera de Maskanah a Raqa, paralizando así la distribución de armamento y comida, a la espera de conquistar la ciudad como último bastión de Dáesh en la Gobernación de Alepo.

Maskanah es el centro administrativo de la nahiya Maskanah, en el distrito de Manbij

El 3 de junio de 2017, las fuerzas gubernamentales de Siria capturaron la ciudad del EIIL. El 1 de diciembre de 2024 la ciudad fue capturada por las Fuerzas Democráticas Sirias.

## Tribus
La tribu preislámica Hadidin fue atestiguada en la región de Maskanah gracias a la tumba de Shaykh Hadid, un antepasado venerado de la tribu. Después de la conquista musulmana, la zona fue continuamente habitada por las tribus Anizzah y Banu Bakr. Durante los siglos XVII y XVIII se sucedieron olas de migración de los Anizzah por la zona. Hoy en día, la región está mayoritariamente compuesta de las tribus Anizzah y Shammar.

## Geografía
Las ciudad está situada en la riviera izquierda del Éufrates en una zona donde los meandros de río viran hacia el este debido a una terraza pleistocénica. La distancia de la ciudad al río ha variado a lo largo de los años debido a cambios en el lecho del río. Maskanah está situada en el límite entre el Desierto de Raqqa al sur, y entre la fértil llanura de Manbij al norte.